# Goveji Dol
Goveji Dol je naselje v Občini Sevnica.